# Jugoda zebrina
Jugoda zebrina är en insektsart som beskrevs av Melichar 1915. Jugoda zebrina ingår i släktet Jugoda och familjen Lophopidae. Inga underarter finns listade i Catalogue of Life.